# Jean-Christophe Bahebeck
Jean-Christophe Bahebeck (ur. 1 maja 1993 w Saint-Denis) – francuski piłkarz kameruńskiego pochodzenia występujący na pozycji napastnika w holenderskim klubie FC Utrecht. Były młodzieżowy reprezentant Francji.

## Kariera klubowa
Rozpoczął trening piłkarski w wieku 7 lat, najpierw w klubie CS Persan Municipal, potem kontynuował w US Persan.
W lipcu 2007 przeszedł do Paris Saint-Germain. W marcu 2011 zadebiutował w meczu oficjalnym przeciw Le Mans FC, w ćwierćfinale Pucharu Francji. W meczu tym zdobył swojego pierwszego gola dla Paris Saint-Germain. W wieku 17 lat po raz pierwszy wystąpił w meczu Ligue 1 5 marca 2011 przeciwko AJ Auxerre, w którym w 71. minucie zmienił Péguy Luyindulę.

## Statystyki kariery
(aktualne na dzień 26 sierpnia 2016)
| Klub                        | Sezon              | Liga               | Liga  | Liga   | Puchar kraju | Puchar kraju | Puchar ligi | Puchar ligi | Europa | Europa | Inne  | Inne   | Suma  | Suma   |
| Klub                        | Sezon              | Liga               | Mecze | Bramki | Mecze        | Bramki       | Mecze       | Bramki      | Mecze  | Bramki | Mecze | Bramki | Mecze | Bramki |
| --------------------------- | ------------------ | ------------------ | ----- | ------ | ------------ | ------------ | ----------- | ----------- | ------ | ------ | ----- | ------ | ----- | ------ |
| Paris Saint-Germain         | 2010/11            | Ligue 1            | 11    | 0      | 2            | 1            | 0           | 0           | 0      | 0      | –     | –      | 13    | 1      |
| Paris Saint-Germain         | 2011/12            | Ligue 1            | 8     | 0      | 0            | 0            | 1           | 1           | 6      | 1      | –     | –      | 15    | 2      |
| Troyes AC (wyp.)            | 2012/13            | Ligue 1            | 27    | 3      | 4            | 3            | 2           | 0           | –      | –      | –     | –      | 33    | 6      |
| Valenciennes FC (wyp.)      | 2013/14            | Ligue 1            | 19    | 2      | 1            | 0            | 1           | 0           | –      | –      | –     | –      | 21    | 2      |
| Paris Saint-Germain         | 2014/15            | Ligue 1            | 15    | 2      | 4            | 0            | 1           | 1           | 3      | 0      | 1     | 0      | 24    | 3      |
| Paris Saint-Germain         | 2015/16            | Ligue 1            | 0     | 0      | 0            | 0            | 0           | 0           | 0      | 0      | 1     | 0      | 1     | 0      |
| AS Saint-Étienne (wyp.)     | 2015/16            | Ligue 1            | 16    | 1      | 1            | 1            | 0           | 0           | 6      | 1      | –     | –      | 23    | 3      |
| Delfino Pescara 1936 (wyp.) | 2016/17            | Serie A            | 0     | 0      | 0            | 0            | –           | –           | –      | –      | –     | –      | 0     | 0      |
| Ogólnie w karierze          | Ogólnie w karierze | Ogólnie w karierze | 96    | 8      | 12           | 5            | 5           | 2           | 15     | 2      | 2     | 0      | 130   | 17     |

## Sukces
Paris Saint-Germain
- Mistrzostwo Francji: 2014/15
- Puchar Francji: 2014/15
- Puchar Ligi Francuskiej: 2014/15
- Superpuchar Francji: 2014, 2015